# تشاه زرد (فشارود)
تشاه زرد (بالفارسية: چاه زرد) هي مستوطنة تقع في إيران في قسم فشارود الريفي. يقدر عدد سكانها بـ 107 نسمة .